# 田中耕二 (俳優)
田中 耕二（たなか こうじ、1954年5月9日 - 2018年1月8日）は、茨城県出身の俳優、声優。身長170cm。体重90kg。血液型はA型。劇団青年座所属。本名同じ。

## 出演

### テレビドラマ
- 西遊記 第9話「危うし三蔵!! 妖女地湧夫人」（1978年）
- ちょっとマイウェイ 第3話「やせたい人への特製ランチよ」（1979年）
- 池中玄太80キロ パートI（1980年）
  - 池中玄太80キロ パートII（1981年）
  - 池中玄太80キロ ビッグスペシャル（1982年）
  - 池中玄太80キロ パートIII（1989年）
  - 池中玄太80キロ さよならスペシャル（1992年）
- 大河ドラマ 峠の群像（1982年） - 町人 役
- だんなさまは18歳 第15話「大発見! 園長の秘密?」（1983年）
- おしん 第172・173話（1984年）
- 東映不思議コメディーシリーズ
  - 勝手に!カミタマン 第23話「届け!モスガの愛の歌」（1985年）
  - 美少女仮面ポワトリン 第13話「秘密のニセ札工場」（1990年）
  - 不思議少女ナイルなトトメス 第27話「ティナのテスト勉強」（1991年） - 石川五右衛門 役
  - うたう!大龍宮城 第8話「タイ」（1992年） - ナマコ 役
- 西田敏行の泣いてたまるか 第5話「故郷は縁なりき」（1986年）
- このこ誰の子? 第18話「妻を賭けた挑戦」（1987年）
- 刑事貴族2 第1話「ファジーでハードでホットな奴ら」（1991年）
- もう誰も愛さない 第4話「会えない」（1991年）
- お兄ちゃん（1991年）
- 下町の熱血弁護士（1993年）
- 電光超人グリッドマン 第5話「男の意地の必殺剣!」（1993年） - 配送員 役
- 熱血弁護士の事件ノート（1993年）
- 毎度ゴメンなさぁい 第2話「文通」（1994年）
- 超力戦隊オーレンジャー 第4話「怪奇!! 鉄人パパ」（1995年） - 大谷巡査 役
- 宝引の辰捕者帳（1995年）
- 転勤判事 第1作（1997年）
- ラブとエロス 第1話「天使のプロポーズ・悪魔のキス」（1998年）
- ママチャリ刑事 第4話「復讐の凶悪犯! 咲ちゃん誘拐事件!!」（1999年）
- おばはん刑事!流石姫子 第2作（1999年）
- いばらの償い 第15話（2000年）
- やまとなでしこ 第2話「恋を失うとき」・第10話「逃げ出した花嫁」（2000年） - 仲売人 役
  - やまとなでしこ総集編（2001年） - 仲売人 役
- 殺人銀行（2001年）
- 虹色定期便6（2002年 - 2003年） - 一郎の父 役
- 街の医者・神山治郎
  - 第3作（2002年）
  - 第5作（2003年）
- はぐれ刑事純情派 第16シリーズ 第12話「誤認逮捕が悲劇を生んだ! 2300万円の殺意!?」（2003年）
- 鉄道警察官・清村公三郎 第2作（2006年） - 片岡 役
- 熱血かあさん事件簿2（2006年）
- 瞳（2008年） - 田中正雄 役
- おひとりさま 第1話「ビシビシいくわよ、覚悟しなさい! 女性教師VS草食系男子」（2009年）
- 外科医 須磨久善（2010年）
- 女タクシードライバーの事件日誌 第5作（2010年）
- 駅弁刑事・神保徳之助 第5作（2011年）
- 100の資格を持つ女〜ふたりのバツイチ殺人捜査〜 第5作（2011年）
- キルトの家 第1話・第2話（2012年）
- お助け屋☆陣八（2013年）
- 相棒 Season 12 第13話「右京さんの友達」（2014年） - 大沢重光 役
- 警視庁捜査一課9係 第3話（2014年） - 管理人 役
- 刑事7人 第1話（2015年） - 橋本刑事 役

#### その他
- マジカル頭脳パワー!! / マジカルミステリー劇場 第34話「羽のはえた拳銃」（1991年、NTV） - 倉井英雄 役

### 映画
- 乱（1985年）
- 約三十の嘘（2004年） - 車掌 役
- テルマエ・ロマエII（2014年） - 声の出演

### テレビアニメ
- アニメ 野生のさけび（1982年）
- 見ると強くなる 痛快! 横綱アニメ ああ播磨灘（1992年） - 呼び出し、慎二、玄海、呼び出しA、記者C 他 役

### 吹き替え
- ER緊急救命室 ※NHK BS2版
  - シーズン5 #16（フランク〈マーク・マコーレイ〉）
  - シーズン9 #4（プロデューサー〈ダグ・ブディン〉）
  - シーズン10（ジョージ・ディーキンス〈パトリック・カー〉）
  - シーズン14 #17（ジェンキンス〈エディー・メッカ〉）
- バットマン（ハーヴェイ・デント検事〈ビリー・ディー・ウィリアムズ〉）※テレビ朝日版のWOWOW追加収録部分

### ラジオドラマ
- モグラたちの夢ゲリラ（エフエム東京、1988年6月30日） - アズマ6

### 舞台
- 屋根の上のバイオリン弾き（1994年）
- ブッダ（1998年）
- 無法松の一生（1998年）
- 暗くなるまで待って（2000年）
- 壊帰・尚巴志（2002年）
- アマデウス（2004年）
- 妻と社長と九ちゃん（2005年 - 2011年） - 田所信也 役
- 悔しい女（2007年） - 阿部進 役
- 評決 - 昭和三年の陪審裁判（2008年） - 大島 役
- MOTHER（2008年） - 蕪木 役
- 赤シャツ（2009年 - 2012年） - 金太郎（2009年版） 役、福地記者（2010年版） 役
- 黄昏（2010年 - 2013年） - チャーリー・マーティン 役
- 雷鳴（2012年）
- 白雲を望む（2013年）
- 闇の花道（2013年）
- からゆきさん
- 諸国を遍歴する二人の騎士の物語
- 殺陣師段平
- 蛇

### CM
- NEC